# Ptycholomoides
Ptycholomoides är ett släkte av fjärilar som beskrevs av Obraztsov 1954. Ptycholomoides ingår i familjen vecklare.
Kladogram enligt Catalogue of Life och Dyntaxa:
| Ptycholomoides | \| \| lärkbredvecklare \| \| \| \| \| \| Ptycholomoides jottrandi \| \| \| \| |
|                | \| \| lärkbredvecklare \| \| \| \| \| \| Ptycholomoides jottrandi \| \| \| \| |
|                | lärkbredvecklare                                                              |
|                |                                                                               |
|                | Ptycholomoides jottrandi                                                      |
|                |                                                                               |